# 貝吹山古墳
貝吹山古墳（かいふきやまこふん）は、大阪府岸和田市池尻町にある古墳。形状は大型前方後円墳。久米田古墳群を構成する古墳の1つ。
被葬者は明らかでないが、古墳時代前期の有力首長と考えられている。地元では、橘諸兄の墓であると伝えられており、後円部頂には宝筐院塔が建てられていたが、現在は久米田寺境内に移築されている。

## 古墳の概要

### 築造時期・被葬者
副葬品から考えて、この古墳は古墳時代前期後半にあたるとみられるが、細かな年代はわかっていない。

### 規模
全長約130m、後円部径約75m

### 墳形・周濠
後円部は3段築成で、1段目は地山を削り出して造られており、2段目3段目は盛り土で作られている。2段目平坦部には埴輪列がある。
周濠や陵橋は、1段目と同時に造られた。

### 副葬品
盗掘されていたため、本来の位置を残した副葬品は見つからなかったが、盗掘坑の埋土から、断片が見つかった。

### 現在の景観
墳丘は、16世紀頃に改造され、その後、久米田の寺の境内となった。周濠はため池として利用され、現在の景観が形成されている。

## アクセス
JR阪和線久米田駅　徒歩10分